# Joan Ferrés i Curós

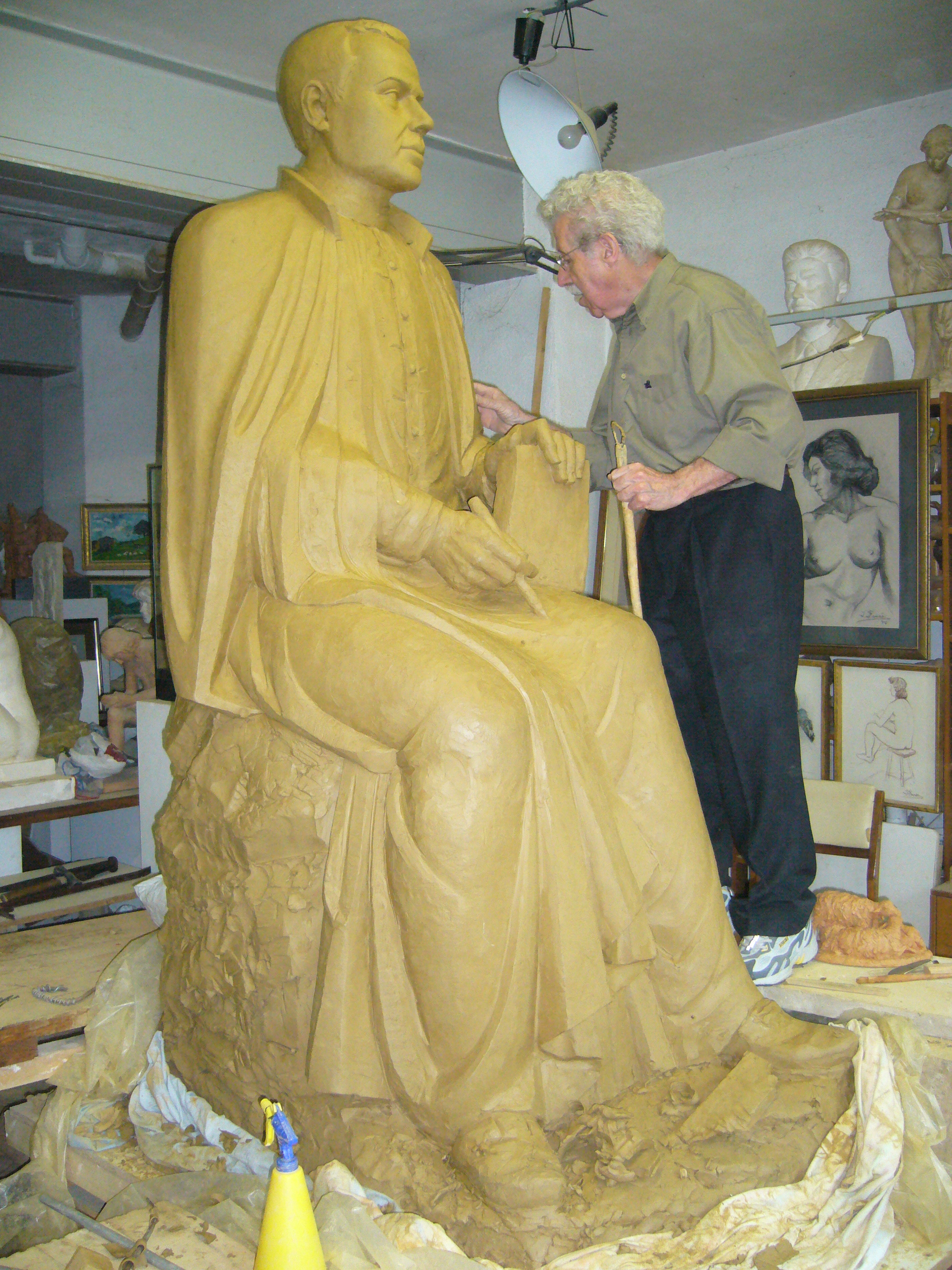
Joan Ferrés bei der Modellierung der Figur von Jacint Verdaguer in seinem Atelier in Olot 2007

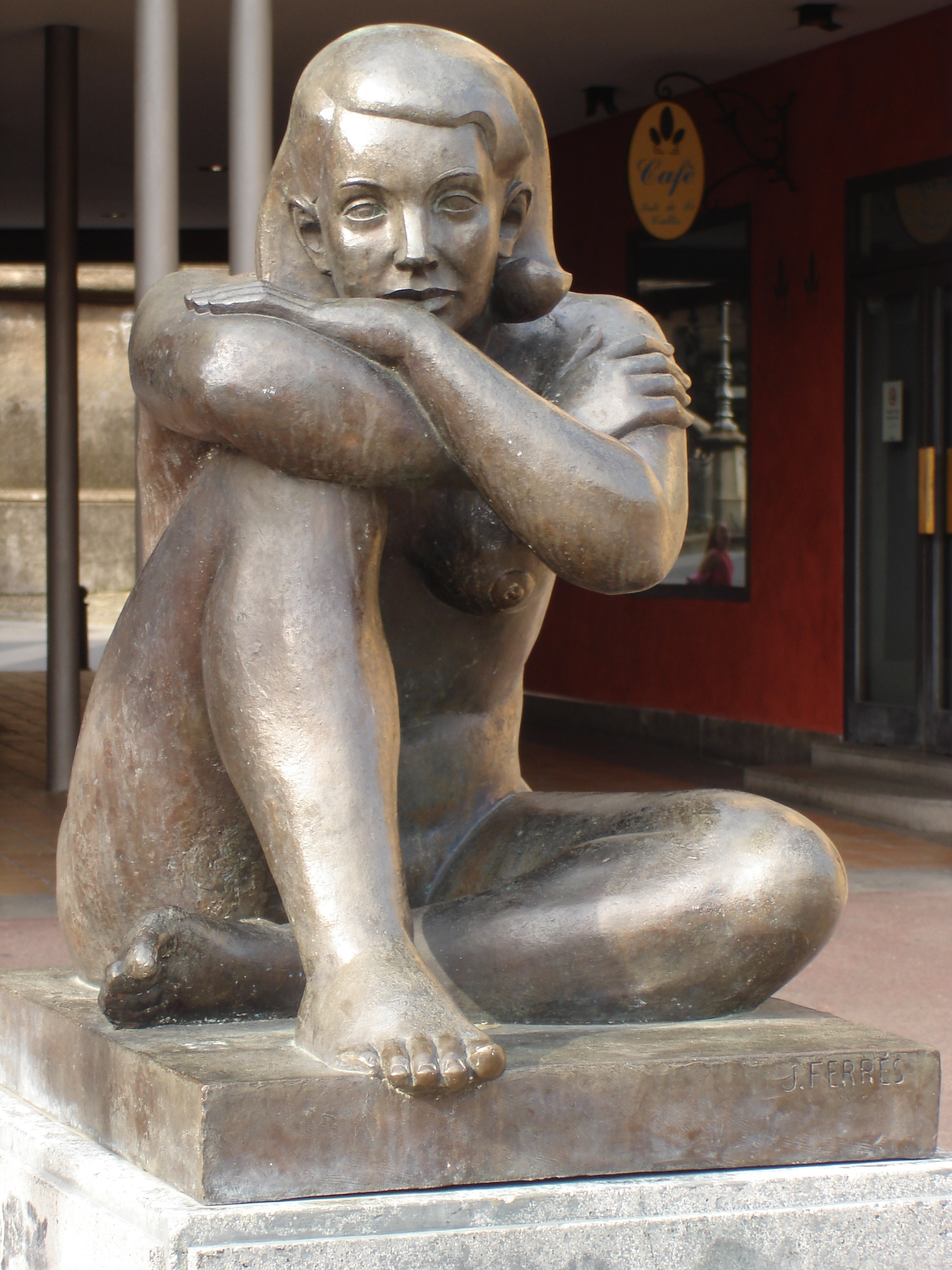
Joan Ferrés i Curós: „Plaçida“ (1986, Plaça del Mig, Olot)

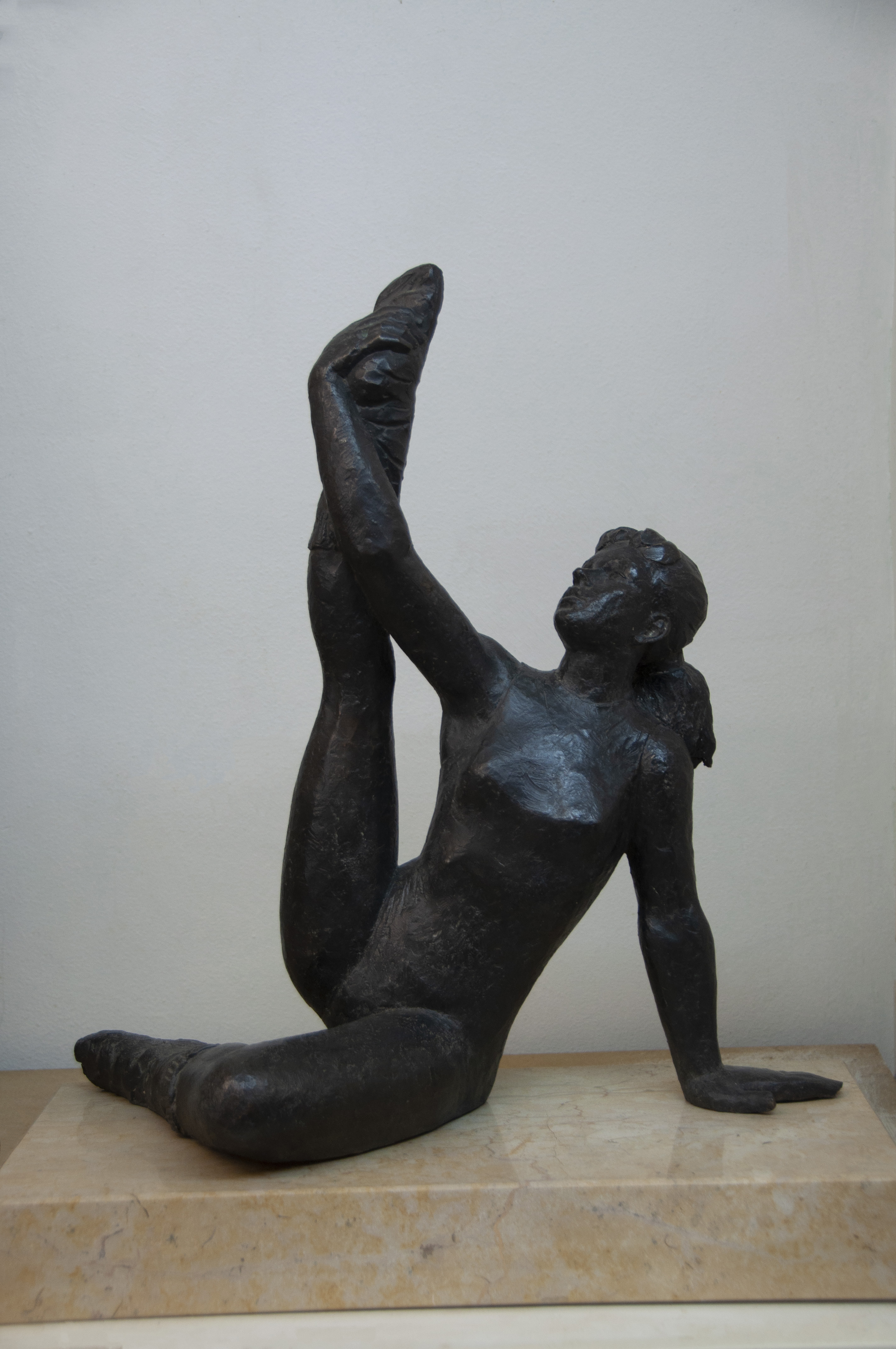
Joan Ferrés i Curós: Agilitat

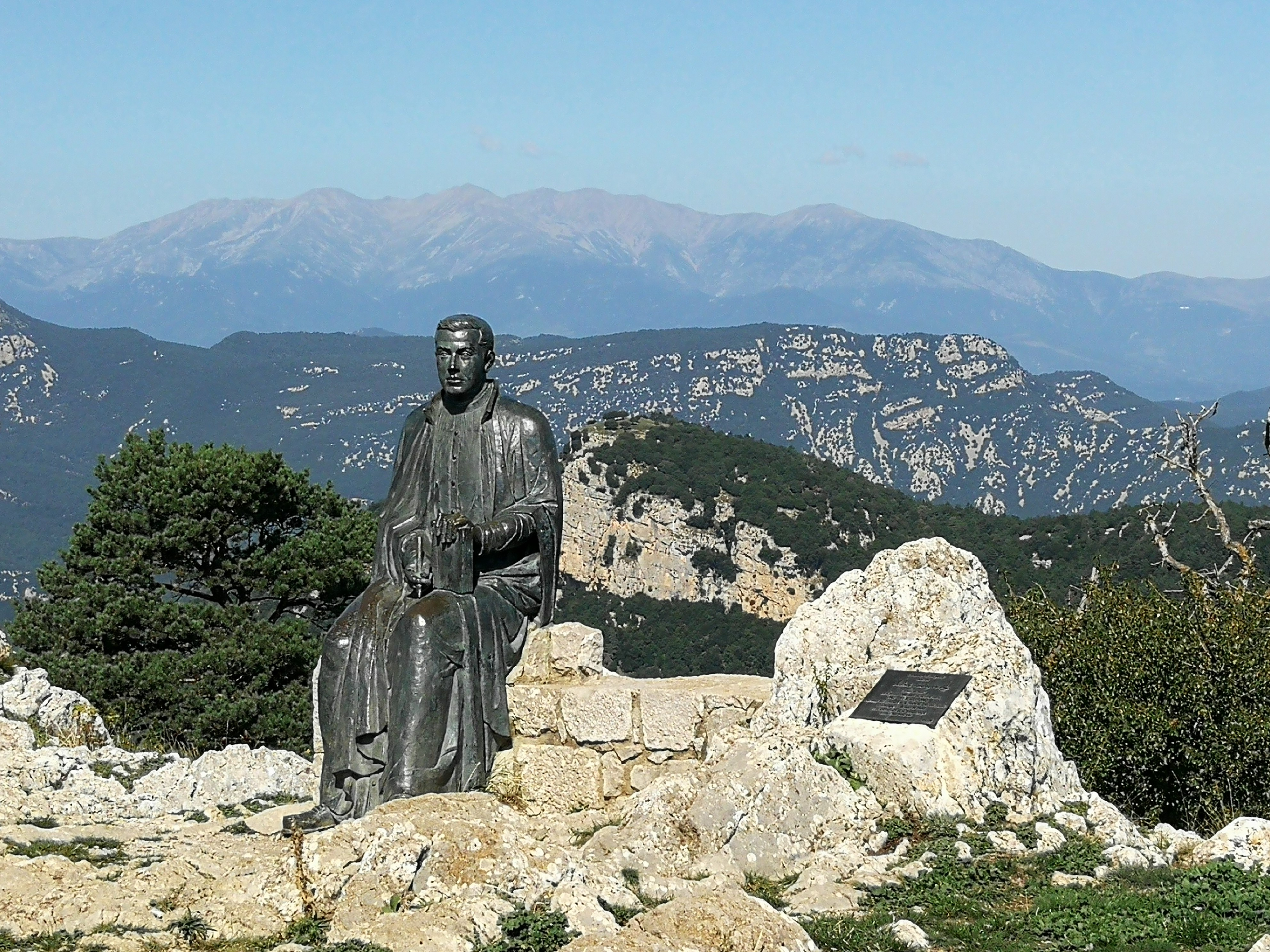
Joan Ferrés i Curós: Monument für Jacint Verdaguer auf Mare de Déu del Mont (Garrotxa, im Hintergrund das Canigou Massiv)

Joan Ferrés i Curós (* 21. Dezember 1924 in Olot; † 17. Mai 2021) war ein katalanischer Bildhauer und Zeichner aus der Künstlerstadt Olot. Ursprünglich als Spezialist für religiöse Skulptur ausgebildet, entwickelte Ferrés sich schnell zum Fachmann für Porträt und Skulptur des menschlichen Körpers weiter. Als solcher schuf er weibliche Figuren von großer ästhetischer Schönheit.

## Leben und Werk
Joan Ferrés stammte aus einem Bauernhaus. Seine Kindheit und Jugend war vor dem Hintergrund des Spanischen Bürgerkrieges schwierig und teilweise chaotisch. Er besuchte die Grundschule und das Gymnasium (Escopalis und Cor de Maria) in Olot. 
Joan Ferrés trat im Alter von zehn Jahren in die Kunstschule von Olot ein. Er lernte dort bei Melcior Domenge, Vicenç Solé Jorba, Martí Casadevall und Bartomeu Mas i Collellmir. Seit seinem 14. Lebensjahr hat Ferrés viele Jahre als Modellbildhauer für religiöse Volkskunst bei Firmen wie Hostench, Las Artes Religiosas, El Santo Cristo, El Arte de San Rafael und Sacrest in Olot und Umgebung gearbeitet. Ab 1968 hat er dann als selbständiger Künstler für mehrere Ateliers in Olot gearbeitet. Ab 1972 hat Ferrés für 15 Jahre als Dozent für Zeichnung und Modellierung an der Kunstschule in Olot gewirkt. Ferrés hat sein ganzes Leben der Bildhauerei und der Kunst gewidmet.
1950 hatte Ferrés seine erste Ausstellung in der Sala Vayreda in Olot. 1957 hatte Ferrés ein staatliches Stipendium erhalten, um an dem Certamen Nacional d'Arts Plàstiques (Nationaler Wettbewerb für plastische Künste) in Madrid teilnehmen zu können. Im Jahr 1960 nahm er mit dem Werk Vella Maternitat (Ehrwürdige Mutterschaft) an der Nationalausstellung in Barcelona teil. Bereits als junger Mann engagierte sich Ferrés intensiv bei der Krippenkunst. Die Krippe stellte für ihn immer ein bildnerisches Gesamtkunstwerk dar. Im Krippenmuseum in Olot finden sich Krippen, die Ferrés erarbeitet oder an denen er entscheidend mitgearbeitet hat. Er hat sich von Anfang an bei der Olotenser Fira del Dibuix, bei der jährlich im Herbst stattfindenden Kunstmesse von Olot engagiert, die Kunst auch in kunstfernere Kreis vermitteln will. Für diese Engagements erhielt er Auszeichnungen von der Agrupació de Pessebristes d'Olot i La Garrotxa (Verein der Krippenkünstler von Olot und der Garrotxa) und von der Fira del Dibuix de Sant Lluc d'Olot (Kunstmesse Olot). Ferrés war Mitglied der Künstlergruppe Cràter d’Art. 
Neben religiösen Skulpturen hat Ferrés ein breites Spektrum an Einzelstücken für Sammlungen geschaffen. Mit solchen Skulpturen nahm er an zahlreichen Ausstellungen und Wettbewerben teil. Darüber hinaus schuf er auch Reliefs und Medaillen für Ehrungen und Auszeichnungen. Er betätigte sich auch als Grabskulpteur. Viele seiner Werke stehen in Gesamtspanien und in Frankreich im öffentlichen Raum unter anderem in Olot, der Garrotxa, in Estepa (Andalusien), Tordera, Calella, Sant Pol de Mar sowie in Céret und La Palme in Südfrankreich.

## Wertung
Als Bildhauer muss Ferrés in die Linie der Klassiker gestellt werden. Er arbeitete in seinen Skulpturen ernst und bewusst, ging nie einen leichten oder gekünstelten Weg. Seine Skulpturen zeichnen sich durch eine besondere Agilität, Leichtigkeit und Beweglichkeit aus. Sie sind immer bis zu einem sehr hohen künstlerischen Reifezustand gearbeitet. Ferrés selbst zeichnete sich durch eine herausragende Fähigkeit aus, Formen zu erfassen, zu analysieren und zu studieren. Ferrés war seinen eigenen hohen künstlerischen Ansprüchen selbst in der für Künstler schwierigen Zeit der Franco-Diktatur treu geblieben, als in Olot neben ihm nur noch Josep und Manel Traité sowie Lluís Curós als Bildhauer wirkten.

## Ausstellungskataloge
- Museu Comarcal de la Garrotxa (Herausgeber): Joan Ferrés (Ausstellung vom 9. Juli bis zum 18. September 2005 im Museu Comarcal von Olot). Olot 2005 (katalanisch).
- Agrupació de Pessebristes d'Olot i la Garrotxa (Herausgeber): Els Pessebres de Joan Ferrés (Die Krippen von Joan Ferrés). Olot 2012 (katalanisch).